# Super (album)
Pour les articles homonymes, voir Super.
Albums de Mathieu Boogaerts
Ondulé spécial Version simple (et version compliquée)
Super est le premier album de Mathieu Boogaerts sorti en 1996 dans sa version définitive. C'est en fait en novembre 1995 qu'est parue la première publication de Super, mais avec seulement 12 titres commençant par Ondulé, et sans inclure le single Bien, puis incorporé dans la version définitive. À l'époque la version CD consistait en un boitier plastique avec 3 autocollants pour personnaliser son CD (photos, titres) et les titres écrits à la main sur un papier à petit carreau avec un dessin de Mathieu Boogaerts. Le dernier titre Je me détends est une composition de Bob Marley, Zimbabwe sorti en 1979, traduit et arrangé par Mathieu Boogaerts. Ce titre est le b-side du single Ondulé sorti en 1995.

## Titres (premier pressage 1995)
| No  | Titre                   | Durée |
| --- | ----------------------- | ----- |
| 1.  | Ondulé                  | 3'58  |
| 2.  | Bon, bon                | 2'40  |
| 3.  | Tout a l'air du toc     | 3'38  |
| 4.  | J'ai sommeil            | 4'32  |
| 5.  | Super                   | 3'55  |
| 6.  | Lorsque Flore           | 4'12  |
| 7.  | Ça m'étonne             | 4'12  |
| 8.  | Les parapluies à fleurs | 3'19  |
| 9.  | L'impact de nos ex      | 3'43  |
| 10. | Bel et bien là          | 2'42  |
| 11. | Mon zèle                | 4'09  |
| 12. | Je me détends           | 2'20  |

## Titres (version 1996)
| No  | Titre                   | Durée |
| --- | ----------------------- | ----- |
| 1.  | Bien                    |       |
| 2.  | Ondulé                  |       |
| 3.  | Bon bon                 |       |
| 4.  | Tout a l'air du toc     |       |
| 5.  | J'ai sommeil            |       |
| 6.  | Super                   |       |
| 7.  | Lorsque Flore           |       |
| 8.  | Ça m'étonne             |       |
| 9.  | Les parapluies à fleurs |       |
| 10. | L'impact de nos ex      |       |
| 11. | Bel et bien là          |       |
| 12. | Mon zèle                |       |
| 13. | Je me détends           |       |